# Liste der Schiffe der United States Navy/U
- U-111
- U-117
- U-140
- USS U-2513
- USS U-3008
- USS UB-148
- USS UB-88
- USS UC-97
- USS U. S. Grant (1871, 1907)
- USS Uhlmann (DD-687)
- USS Ukiah (PC-1251)
- USS Ulitka Bay (CVE-91)
- USS Ulua (SS-428)
- USS Ulvert M. Moore (DE-442)
- USS Ulysses (1914)
- USS Ulysses S. Grant (SSBN-631)
- USS Umpqua (1865, ATA-209)
- USS Unadilla (1861, YT-4, ATA-182)
- USS Unalga (1912)
- USS Uncas (1843, 1893, 1917, YT-242)
- USS Undaunted (SP-1950, ATR-126)
- USS Underhill (DE-682)
- USS Underwood (FFG-36)
- USS Underwriter (1861, SP-1390)
- USS Undine (1863, 1893)
- USS Unicoi (IX-216)
- USS Unicorn (SS-429, SS-436)
- USS Unimak (AVP-31, später WHEC-379)
- USS Union (1842, 1846, 1861, AKA-106)
- USS Union Victory (AF-64)
- USS Uniontown (PF-65)
- USS Unit (1862)
- USS United States (1797, CC-6, CVA-58, CVN-75)
- USS Upham (APD-99)
- USS Upshur (DD-144, T-AP-198)
- USS Uranus (AF-14)
- USS Urdaneta (1883)
- USS Urgent (ARS-38)
- USS Usage (AM-130)
- USS Utah (BB-31, SSN-801)
- USS Ute (ATF-76)
- USS Utina (ATF-163)
- USS Utowana (SP-951)
- USS Uvalde (AKA-88)